# Đông Kalimantan
Đông Kalimantan (tiếng Indonesia: Kalimantan Timur, gọi và viết tắt là Kaltim), là một tỉnh của Indonesia. Đây là một trong 5 tỉnh nằm ở Kalimantan - phần lãnh thổ Indonesia phía Đông đảo Borneo. Phía bắc giáp tỉnh Bắc Kalimantan và bang Sarawak của Malaysia, phía nam giáp tỉnh Nam Kalimantan, phía đông giáp biển Sulawesi, phía tây giáp các tỉnh Tây Kalimantan và Trung Kalimantan. Tỉnh lỵ là Samarinda. Tỉnh giàu tài nguyên này có hai thành phố lớn là Samarinda (tỉnh lỵ và là trung tâm của sản phẩm đồ gỗ và Balikpapan (một trung tâm dầu khí và lọc hóa dầu). Kể từ khi Indonesia mở cửa lĩnh vực khoáng sản và tài nguyên thiên nhiên cho đầu tư nước ngoài từ những năm 1970 của thế kỷ 20, Kalimantan Timur đã trải qua một sự tăng trưởng nhanh chóng trong lĩnh vực đồ gỗ, dầu khí và lâm sản. Công ty dầu khí quốc doanh Pertamina đã tiếp quản nhà máy lọc dầu từ công ty Royal Dutch Shell năm 1965.
Dân số và đa dạng dân tộc từ quần đảo Indonesia với các sắc dân Dayak và Kutai là dân tộc bản địa sống ở vùng nông thôn. Các dân tộc lớn ở đây gồm người Java, người Hoa, Banjarese, Bugis và Malay, phần lớn sông ở các khu vực duyên hải.
Thời xa xưa, trên lãnh thổ Kalimantan Timur đã từng có một vương quốc cổ theo Ấn Độ giáo gọi là Kutai. Sự tồn tại của vương quốc này được khẳng định qua bằng chứng là một bia ký bằng đá gọi là Prasasti hiện được lưu giữ tại Bảo tàng Quốc gia Jarkarta. Bia ký này viết bằng tiếng Phạn và chữ cái Pallawa. Hiện có một bản sao của nó đặt tại trụ sở chính quyền tỉnh ở Samarinda.
Ngày 22 tháng 10 năm 2012, bốn huyện Malinau, Nunukan, Tana Tidung và Bulungan, cùng với thành phố Tarakan tách ra khỏi tỉnh Đông Kalimantan để thành lập tỉnh Bắc Kalimantan.
| Tên                                       | Diện tích(km²) | Dân số ước tính 2005 | Dân số điều tra 2010 | Thủ phủ       |
| ----------------------------------------- | -------------- | -------------------- | -------------------- | ------------- |
| Paser                                     | 11.603,94      | 174.420              | 231.593              | Tana Paser    |
| North Penajam Paser (Penajam Paser Utara) | 3.333,06       | 120.508              | 142.693              | Penajam       |
| Thành phố Balikpapan                      | 503,30         | 469.884              | 559.196              | Balikpapan    |
| Tây Kutai (Kutai Barat)                   | 33.052,00      | 151.227              | 165.934              | Sendawar      |
| Kutai Kartanegara                         | 27.263,10      | 490.607              | 626.286              | Tenggarong    |
| Thành phố Samarinda                       |                | 574.439              | 726.223              | Samarinda     |
| Thành phố Bontang                         | 497,57         | 120.348              | 140.787              | Bontang       |
| Đông Kutai (Kutai Timur)                  | 35.747,50      | 174.018              | 253.904              | Sangatta      |
| Berau                                     | 34.127,47      | 148.437              | 179.444              | Tanjung Redeb |
| Tổng                                      | 139.461,82     | 2.423.888            | 3.026.060            | Samarinda     |